# Queerbaiting
Queerbaiting ist eine Marketingtechnik für Fiktion und Unterhaltung, bei der die Autoren gleichgeschlechtliche Romanzen oder andere LGBTQ+-Bezugnahmen andeuten, aber nicht darstellen.
Der Zweck dieser Methode ist es, ein Queer- oder Straight-Ally-Publikum mit der Andeutung oder Möglichkeit von Beziehungen oder Charakteren, die sie ansprechen, anzulocken („bait“, englisch für Köder),, ohne dabei homophobe Zuschauer oder Zensoren zu verprellen, würden queere Beziehungen tatsächlich dargestellt.

## Erscheinen
Queerbaiting wird in der Populärkultur und Fiktion wie Filmen, Fernsehserien, Büchern, Musik, Werbung, verschiedenen Medienformen, aber auch bei Prominenten beobachtet, die durch ihre Werke und Äußerungen eine zweideutige sexuelle Identität vermitteln. Der Begriff entstand innerhalb der Diskussionen im Internet-Fandom seit den frühen 2010er Jahren. Es stammt aus einer größeren Geschichte des LGBTQ+-Diskurses in der Mediendarstellung, die bis in die 1970er Jahre zurückreicht, die von der subtilen Vermarktung von LGBTQ+-Menschen durch Werbespots und Bücher handelt.

## Wahrnehmung

### Betroffenheit des queeren Publikums
Menschen, die homo- oder transsexuell sind, reagieren mit Besorgnis und Unmut darauf, dass eine Identität, die sie als bestimmend ansehen, als bloßer Marketingtrick, als Spielball von Kreativen, als Zeichen für „Ausgefallenheit“ oder als Handelsware benutzt wird.
So haben sich Fernsehzuschauer beispielsweise darüber lustig gemacht, dass queere Charaktere eher als Handlungselemente denn als eigenständige Charaktere verwendet werden. Glee, eine Serie mit vielen queeren Serienmitgliedern, wurde beispielsweise von Fans dafür kritisiert, dass sie „oberflächliche Stereotypen von Queerness für den dramatischen Effekt“ präsentierten.
Queer-Fans betrachten Queerbaiting als „einen Weg, uns einen Knochen zuzuwerfen, den wir normalerweise nicht bekämen, um anzuerkennen, dass wir im Publikum sind, wenngleich es die Mächtigen vorziehen würden, uns zu ignorieren“. Emmet Scout schrieb, dass „Queerbaiting bei seinem Publikum funktioniert, weil es den Eindruck erweckt, dass queere Menschen einen wichtigen Platz in diesen Geschichten haben, dass sie vielleicht sogar die entscheidenden Figuren, die Helden sind. Als Andeutung - aber nicht die Realität“. Rose Bridges fasste die Auswirkungen dieser Praxis auf queere Fans so zusammen, dass sie „gerade genug [Präsenz] erhalten, um unser Interesse aufrechtzuerhalten, aber nicht genug, um uns zu befriedigen und uns wirklich zu repräsentieren“.  Anstatt einen künstlerischen Mehrwert zu schaffen, betrachten Queer-Fans diese Taktik als Fortführung der Marginalisierung von LGBT.

### Zurückweisung des Vorwurfs
Kritiker des Queerbaiting-Diskurses verweisen auf dessen Ähnlichkeit mit dem Subtext und dessen mögliche Verwechslung durch das Publikum. Subtext wurde in den 1930er Jahren in den Medien, insbesondere im Film, populär, da der Hays Code die Darstellungsmöglichkeiten auf der Leinwand einschränkte. Seitdem ist die Verwendung von Subtext ein literarisches Mittel, um eine Vielzahl von Geschichten zu erzählen. Diejenigen, die sich mit dem Queerbaiting-Diskurs beschäftigen, argumentieren dagegen, dass die Darstellung von LGBT nicht länger im Schatten der Medien stehen sollte.

### Gesellschaftliche Veränderung
Medienwissenschaftlern zufolge spiegelt die wahrgenommene Zunahme von Queerbaiting eine Verschiebung hin zu einer positiveren Wahrnehmung von queeren Beziehungen in modernen Gesellschaften wider und zeigt damit in gewissem Sinne einen gesellschaftlichen Fortschritt auf. Derselbe gesellschaftliche Wandel hat allerdings auch die Erwartungen der LGBTQ+ Gemeinde an die Qualität und Authentizität von Queer-Darstellungen erhöht – sie verlangen nicht nur irgendeine Art der Darstellung, sondern vielmehr „respektvolle und aussagekräftige Darstellungen“ ihrer Beziehungen. Aus diesem Grund, so die Medienforscherin Eve Ng, wurde die zweideutige Sexualität von Unterhaltungskünstlern des zwanzigsten Jahrhunderts wie David Bowie, Elton John und Madonna nicht im gleichen Maße hinterfragt wie die ihrer Nachfolger.
Verschiedene Unternehmen und Konzerne wie Starbucks, Ben & Jerry’s und der Paracetamol-Hersteller Tylenol haben queere Menschen und Lebensgemeinschaften in Werbespots abgebildet und damit zur Normalisierung und Sensibilisierung der queeren Gemeinschaft beigetragen.
Queerbaiting hat die Kaufkraft der Queer-Community ans Licht gebracht und Unternehmen treffen wirtschaftliche Entscheidungen, die die Queer-Community und ihre Repräsentation fördern und unterstützen, was letztlich den Pink Dollar anlockt. Begriffe, die mit der Queer-Community in Verbindung gebracht werden, wie Pink Money, haben die Bedeutung von queeren Menschen innerhalb einer Wirtschaft und Gesellschaft aufgezeigt.
Im Mai 2020 bemerkte die Rezensentin Sophie Perry, die für das lesbische Lifestyle-Magazin Curve schrieb, dass Queerbaiting in der LGBT-Darstellung seit langem Bestand hat. Sie stellte fest, dass She-Ra und Harley Quinn beide gleichgeschlechtliche Küsse hatten, die in Geschichten vorkamen, die sich als „typisches Queerbaiting“ hätten entpuppen können, es aber nicht taten. Perry fügte hinzu, dass das „queere Ende“ der Serie ND Stevenson zu verdanken sei und beschrieb es als ganz anders als das Ende von Die Legende von Korra, das die Beziehung von Korra und Asami bestätigte, aber „absichtlich zweideutig“ ließ, damit es auf einem Kindersender ausgestrahlt werden konnte. Abschließend bezeichnete sie She-Ra und die Rebellen-Prinzessinnen als kulturell bedeutsam und fügte hinzu, dass Queerbaiting unweigerlich der Vergangenheit angehören wird, wenn mehr kreative queere Menschen in den Vordergrund treten.
Im März 2021 frug Joanna Robinson, eine Autorin der Vanity Fair, wann Queer Coding in den Bereich des Queer Baiting abgleitet, woraufhin Dana Terrace anrtwortete, dies geschehe „häufig in modernen Anime“. Robinson ergänzte, dass dies auch in Shows wie dem Ende von Supernatural oder dem „Trubel um Finn und Poe in The Rise of Skywalker“ zu sehen sei.

## Beispiele

### Firmen und Marken
Kodi Maier von der University of Hull argumentiert, dass Disney zwar bereit ist Animationsfilme und Fernsehsendungen mit queeren Inhalten zu produzieren, jedoch nur so lange, wie dies nicht seinem konservativen Image schadet. Die Regisseure von Avengers: Endgame erwähnten in Interviews, dass sie der Meinung seien, dass es „ein perfekter Zeitpunkt“ sei queeres Dasein in ihr Franchise aufzunehmen, jedoch erwies es sich am Ende nur als ein kleiner Satz eines unbedeutenden Nebendarstellers. The Rise of Skywalker erfuhr eine vergleichbare Kritik. Laut der in der Presse vorab verlauteten Aussage des Regisseurs J.J. Abrams sollte Queerness in dem Film vertreten sein, entpuppte sich aber dann doch nur als ein einzelner Kuss, der im Hintergrund kurz zu sehen war. Eine Reihe anderer Disney-Filme, darunter der 2017 erschienene Film Die Schöne und das Biest und Cruella wurden mit queeren Charakteren beworben (in einigen Fällen mit Disneys erstem offen queeren Charakter), doch in beiden Fällen war die Darstellung von Queerness auf der Leinwand entweder nur angedeutet oder eine kurze Hintergrundszene, die leicht übersehen werden konnte.

### Fiktion
Die folgenden Figuren oder Beziehungen zwischen den genannten Figuren des gleichen Geschlechts wurden zumindest von einigen zuverlässigen Medien als Beispiele für Queerbaiting interpretiert. Diese Interpretation wird nicht unbedingt von allen Kritikern oder Befürwortern geteilt.

#### Fernsehen
- Once Upon a Time – Es war einmal …: Emma Swan und Regina Mills.[20]
- 2 Broke Girls: Max Black und Caroline Channing.[21]
- 9-1-1: Evan „Buck“ Buckley und Edmundo „Eddie“ Diaz.[22]
- Buffy The Vampire Slayer: Buffy Summers und Faith.[23]
- Glee: Rachel Berry und Quinn Fabray.[20]
- Riverdale: Betty Cooper und Veronica Lodge,[24][20] und Archie Andrews und Joaquin DeSantos.[25]
- Rizzoli & Isles: Jane Rizzoli und Maura Isles[26]
- Sherlock: Sherlock Holmes und John Watson. Die Darsteller und das Team von Sherlock haben zum Entsetzen vieler Fans stets bestritten, dass die Beziehung romantisch zu deuten sei.[27][28][29][9][20]
- Supergirl: Kara Danvers und Lena Luthor.[20]
- Stranger Things: Will Byers[30][31] und Mike Wheeler[32]
- Teen Wolf: Derek Hale und Stiles Stilinski[33][34][35]
- Voltron: Legendary Defender: Shiro und Adam.[36]
- Wednesday: Wednesday und Enid[37] beide haben in der ersten Staffel männliche Liebesinteressen, während Netflix eine Werbeveranstaltung mit dem Namen Wednesgay veranstaltete, allerdings Antworten auf Tweets ausblendete, in denen Wednesday als „gay“ („Schwul“) bezeichnet wurde.

In einigen Serien wurde eine gleichgeschlechtliche Beziehung herausgearbeitet, nachdem sie wegen Queerbaiting kritisiert worden waren:
- Killing Eve: Die Serie wurde wegen der Beziehung der Hauptfiguren Eve und Villanelle in den Staffeln 1 und 2 als Queerbaiting kritisiert. Nach dem ersten Kuss in der dritten Staffel bewerteten die Kritiker den Ansatz der Serie in Bezug auf ihre Beziehung neu.[38][39][40][41][42]
- Supernatural: Die Beziehung zwischen Castiel und Dean Winchester wurde von den Fans als Queerbaiting angesehen.[43][20] In der fünfzehnten Staffel (2020) gestand Castiel Winchester unmittelbar vor seinem Tod seine Liebe, was zu der Kritik führte, die Serie ende wie so viele Produktionen, die LGBTQ-Personen behandeln – zu einem unglücklichen Ende.[44][45]

#### Film
- Black Panther: Okoye und Ayo.[46]
- The First Avenger: Civil War: Bucky Barnes und Steve Rogers.[47]
- Phantastische Tierwesen: Grindelwalds Verbrechen: Albus Dumbledore und Gellert Grindelwald.[48]
- Luca: Luca und Alberto.[49]
- Pitch Perfect: Beca und Chloe.[50][51]
- Star Wars: The Rise of Skywalker: Finn and Poe.[52][53]
- The Yin-Yang Master: Dream of Eternity:  Qing Ming and Bo Ya.[54]
- Thor: Tag der Entscheidung: Walküre.[55]
- Thor: Love and Thunder: Valkyrie, Korg.[56][57]

#### Anime
- Izetta, Die Letzte Hexe: Izetta und Princess Finé.[58]
- Hibike! Euphonium: Kitauji Kōkō Suisōgaku-bu e Yōkoso: Kumiko Ōmae und Reina Kōsaka.[59]

### Musik
Der (mutmaßlich heterosexuelle) britische Sänger Harry Styles zeigt mit Make-up, extravaganter und glitzernder Kleidung oft eine uneindeutige Nähe zu LGBTQ.
Die androgynen Auftritte der Musikgrößen Lady Gaga, Billie Eilish oder Bill Kaulitz spielen auf der Bühne ebenfalls mit den Geschlechterrollen und sollen hier ein queeres Publikum ansprechen.

### Social Media
Als Aprilscherz im Jahr 2020 begannen Content Creators, meist heterosexuelle Personen, kurze Videos und Internet-Challenges auf Social Media, vor allem TikTok und Instagram, zu posten, in denen sie zu dem Song Boys & Girls des Rappers will.i.am lippensynchron sangen und vorgaben, sich als bisexuell zu outen. Eine Gruppe von TikTok-Influencern wurde 2021 beschuldigt, verschiedene „heterosexuelle“ und „queere“ Accounts zu haben, um mehrere Zielgruppen anzusprechen. Einige Influencer haben sich geoutet, nachdem sie des Queerbaiting beschuldigt wurden. Noah Beck wurde ebenfalls des Queerbaiting gezichtigt, während er immer wieder seine Identität als Hetero bestätigte.
Der Schauspieler Kit Connor wurde nach seiner Darstellung eines bisexuellen Jugendlichen in der Netflix-Serie Heartstopper von Fans und Medien bedrängt, sich zu outen (was er dann tat) – weil er sonst „Queerbaiting“ betreiben würde.
Viele Challenges oder „Trends“ auf TikTok oder Instagram wurden als Queerbaiting bezeichnet. Dazu gehören das Küssen von Personen des gleichen Geschlechts, das Posten falscher Coming-out-Nachrichten oder die falsche Behauptung, sich in einer gleichgeschlechtlichen Beziehung zu befinden. Viele Berühmtheiten, darunter Billie Eilish und Normani wurden wegen ihrer Beiträge auf Instagram des Queerbaitings beschuldigt.
Obwohl Queerbaiting kritisch gesehen wird, wurde hingegen argumentiert, dass die Popularität dieses Trends ein Beispiel für die wachsende Akzeptanz von LGBT-Personen und (bei Männern) eine homosoziale Umarmung einer „softeren“ Form von Männlichkeit ist.